# Buch (Halsbach)
Buch (mundartl.: Bua(nà)) ist ein Gemeindeteil der Gemeinde Halsbach im oberbayerischen Landkreis Altötting. 

## Lage
Der Weiler Buch liegt etwa zwei Kilometer nordwestlich von Halsbach an der Kreisstraße AÖ 25.

## Geschichte
Der Name des Ortes deutet auf einen Buchenwald hin. Der Ort gehörte von der Gemeindegründung im Jahre 1818 an zur Gemeinde Oberzeitlarn und kam mit deren Auflösung am 1. Januar 1964 zur Gemeinde Halsbach.
Bei dem Ort befindet sich eine denkmalgeschützte Feldkapelle aus dem ersten Drittel des 19. Jahrhunderts. 